# ディーン・ホールズワース
ディーン・クリストファー・ホールズワース（Dean Christopher Holdsworth, 1968年1月8日）は、イングランド、ロンドン、ウォルサムストー出身の元サッカー選手、監督。現役時代のポジションはフォワード。

## 選手歴
- 1986-1989 ワトフォードFC
  - 1988 カーライル・ユナイテッドFC（ローン移籍）
  - 1988 ポート・ヴェイルFC（ローン移籍）
  - 1988 スウォンジー・シティAFC（ローン移籍）
  - 1988 ブレントフォードFC（ローン移籍）
- 1988-1992 ブレントフォードFC
- 1992-1997 ウィンブルドンFC
- 1997-2003 ボルトン・ワンダラーズFC
  - 2002 コヴェントリー・シティFC（ローン移籍）
- 2003 コヴェントリー・シティFC
- 2003 ラシュデン・アンド・ダイアモンズFC
- 2003-2004 ウィンブルドンFC
- 2004-2005 ハヴェント・アンド・ウォーターローヴィルFC
- 2005 ダービー・カウンティFC
- 2006 ウェイマスFC
- 2006-2007 ヘイブリッジ・スウィフツFC
- 2007 ケンブリッジ・ユナイテッドFC
- 2007 ニューポート・カウンティAFC
- 2007-2008 レッドブリッジFC

## 監督歴
- 2007-2008 レッドブリッジFC
- 2008-2011 ニューポート・カウンティAFC
- 2011-2013 オールダーショット・タウンFC

## 代表歴
- 1994 イングランドB代表

1試合出場1得点